# ローマ＝フォルミア＝ナポリ線
ローマ＝フォルミア＝ナポリ線 (Ferrovia Roma - Napoli via Formia) は、カッシーノ経由ローマ＝ナポリ線に続き完成し、所要時間が著しく減少したために「ディレッティッシマ」(direttissima) と呼ばれた。
この路線を走る列車は「フォルミア経由」と呼ばれる。

## 路線の駅と停車場
|  | 0.00   | ローマ・テルミニ                           | ローマ・テルミニ                           |
|  | 3.00   | ローマ・カジリーナ                         | ローマ・カジリーナ                         |
|  | 13.00  | トッリコラ                                 | トッリコラ                                 |
|  |        | グランデ・ラッコルド・アヌラーレ           |                                            |
|  | 24.00  | ポメーツィア＝サンタ・パロンバ             | ポメーツィア＝サンタ・パロンバ             |
|  | 34.00  | カンポレオーネ                             | カンポレオーネ                             |
|  |        | ネットゥーノ行き路線                       |                                            |
|  | 42.00  | カラーノ                                   | カラーノ                                   |
|  | 50.00  | チステルナ・ディ・ラティーナ               | チステルナ・ディ・ラティーナ               |
|  | 62.00  | ラティーナ                                 | ラティーナ                                 |
|  | 71.00  | セッツェ・ロマーノ                         | セッツェ・ロマーノ                         |
|  | 86.00  | プリヴェルノ＝フォッサノーヴァ             | プリヴェルノ＝フォッサノーヴァ             |
|  |        | テッラチーナ行き路線                       |                                            |
|  |        | モントルソ・トンネル                       |                                            |
|  | 103.00 | モンテ・サン・ビアージョ                   | モンテ・サン・ビアージョ                   |
|  | 110.00 | フォンディ＝スペルロンガ                   | フォンディ＝スペルロンガ                   |
|  | 123.00 | イトリ                                     | イトリ                                     |
|  |        | ガエータ行き路線                           |                                            |
|  | 129.00 | フォルミア                                 | フォルミア                                 |
|  | 139.00 | ミントゥルノ＝スカウリ                     | ミントゥルノ＝スカウリ                     |
|  |        | ガリリャーノ川                             |                                            |
|  | 154.00 | セッサ・アウルンカ＝ロッカモンフィーナ     | セッサ・アウルンカ＝ロッカモンフィーナ     |
|  | 165.00 | ファルチアーノ＝モンドラゴーネ＝カリノーラ | ファルチアーノ＝モンドラゴーネ＝カリノーラ |
|  |        | ヴォルトゥルノ川                           |                                            |
|  | 174.00 | カンチェッロ・アルノーネ                   | カンチェッロ・アルノーネ                   |
|  | 181.00 | ヴィッラ・リテルノ                         | ヴィッラ・リテルノ                         |
|  |        | ナポリ通過線                               |                                            |
|  | 187.00 | アルバノーヴァ                             | アルバノーヴァ                             |
|  | 190.00 | サン・マルチェッリーノ＝フリニャーノ       | サン・マルチェッリーノ＝フリニャーノ       |
|  |        | カゼルタ＝アヴェルサ                       |                                            |
|  | 195.00 | アヴェルサ                                 | アヴェルサ                                 |
|  | 199.00 | サンタンティモ＝サンタルピーノ             | サンタンティモ＝サンタルピーノ             |
|  | 201.00 | フラッタマッジョーレ＝グルーモ・ネヴァーノ | フラッタマッジョーレ＝グルーモ・ネヴァーノ |
|  | 205.00 | カゾーリア＝アフラゴーラ                   | カゾーリア＝アフラゴーラ                   |
|  | 214.00 | ナポリ中央                                 | ナポリ中央                                 |

## 分岐
- アヴェルサから -  ローマ方面、カゼルタ行き路線が出ている。
- サン・マルチェッリーノ＝フリニャーノから  -  ナポリ方面、カゼルタ行き路線が出ている。
- ヴィッラ・リテルノ - ナポリ方面、ポッツオーリ、ナポリ・カンピ・フレグレイ、ナポリ・ジャントゥルコ、サレルノ行き路線（ナポリ地下鉄リネア2）が出ている。
- フォルミア - ローマ方面、ガエータ行き路線がでているが、現在は閉鎖中。2010年に再開の予定。
- プリヴェルノ＝フォッサノーヴァ -  ナポリ方面、テッラチーナ行きが出ている
- カンポレオーネ - ナポリ方面、ネットゥーノ行きが出ている。